# Centímetre cúbic
El centímetre cúbic (símbol cm³) és una unitat de volum que equival a una milionèsima d'un metre cúbic. És el volum ocupat per un cub d'un centímetre de costat. A vegades també s'abreuja com cc i fins i tot ccm. Aquestes dues abreviatures, però, no són acceptades pel Sistema Internacional d'Unitats (la unitat de volum en el SI és el metre cúbic, m³), però són d'ús habitual en mecànica, per exemple per a indicar el volum o cubicatge d'un motor, o en farmàcia.
És la unitat base de volum en l'antic sistema de mesures CGS.
Un centímetre cúbic és una mil·lèsima part d'un decímetre cúbic (dm³) que és la quantitat denominada litre. Per això, el centímetre cúbic també s'anomena mil·lilitre (ml).
Equivalència amb altres unitats de volum:
1 ml = 1 cm³ = 0,1 cl = 0,01 dl = 0,001 litres = 0,000 001 m³
1 l = 1.000 ml = 1.000 cm³